# 黑角鞭冠鮟鱇
黑角鞭冠鮟鱇（学名：Himantolophus nigricornis）為輻鰭魚綱鮟鱇目棘茄魚亞目鞭冠鮟鱇科的其中一種深海魚類，其种加词“nigricornis”意为“黑角的”。分布於中太平洋東部海域，棲息深度200-365公尺，雌魚體長可達19.5公分，生活習性不明，不具經濟價值。